# Langaha
Langaha es un género conocido de serpientes de la familia Lamprophiidae. Sus especies son endémicas de Madagascar. Presentan un característico apéndice en la zona nasal.

## Especies
Se reconocen las siguientes especies:
- Langaha alluaudi Mocquard, 1901
- Langaha madagascariensis Bonnaterre, 1790
- Langaha pseudoalluaudi Domergue, 1988